# Élections législatives de 1946 dans les Bouches-du-Rhône
Les élections législatives françaises de 1946 se tiennent le 10 novembre. Ce sont les premières élections législatives de la Quatrième république, après l'adoption lors du référendum du 13 octobre d'une nouvelle constitution.

## Mode de scrutin
L'Assemblée nationale est composée de 618 sièges pourvus au scrutin proportionnel plurinominal suivant la règle de la plus forte moyenne dans le cadre départemental, sans panachage. 
Le vote préférentiel est admis, en inscrivant un numéro d'ordre en face du nom d'un, de plusieurs ou de tous les candidats de la liste. Mais l'ordre ne pourra être modifier que si au moins la moitié des suffrages portés sur la liste est numéroté. Dans les faits les modifications ne dépasseront jamais les 7%.
Dans le département des Bouches-du-Rhône, treize députés sont à élire. 
Les législateurs ne voulant pas que les circonscriptions dépassent les 10 sièges, le département est découpé en 2 circonscriptions. Ce découpage est maintenue avec la nouvelle constitution.
La première correspond à l'arrondissement de Marseille (moins le Canton de Roquevaire), dotée de 9 sièges, la deuxième englobe le reste du département (plus Roquevaire donc) et élit 4 députés.

## Élus
| Député sortant          | Parti | Parti | Député élu ou réélu     | Parti | Parti |
| ----------------------- | ----- | ----- | ----------------------- | ----- | ----- |
| 1re Circonscription     |       |       |                         |       |       |
| François Billoux        |       | PCF   | François Billoux        |       | PCF   |
| Jean Cristofol          |       | PCF   | Jean Cristofol          |       | PCF   |
| Raymonde Nédelec        |       | PCF   | Raymonde Nédelec        |       | PCF   |
| Paul Cermolacce         |       | PCF   | Paul Cermolacce         |       | PCF   |
| Gaston Defferre         |       | SFIO  | Gaston Defferre         |       | SFIO  |
| Francis Leenhardt       |       | SFIO  | Francis Leenhardt       |       | SFIO  |
| Raymond Cayol           |       | MRP   | Raymond Cayol           |       | MRP   |
| Germaine Poinso-Chapuis |       | MRP   | Germaine Poinso-Chapuis |       | MRP   |
| Henry Bergasse          |       | PRL   | Henry Bergasse          |       | PRL   |
| 2e Circonscription      |       |       |                         |       |       |
| Adrien Mouton           |       | PCF   | Adrien Mouton           |       | PCF   |
| Félix Gouin             |       | SFIO  | Félix Gouin             |       | SFIO  |
| Max Juvénal             |       | SFIO  | Lucien Lambert          |       | PCF   |
| Gabriel Valay           |       | MRP   | Gabriel Valay           |       | MRP   |

## Résultats

### Première circonscription (Marseille)
| Parti    | Parti        | Tête de liste           | Résultats | Résultats | Sièges |  |
| Parti    | Parti        | Tête de liste           | Voix      | %         |        |  |
| -------- | ------------ | ----------------------- | --------- | --------- | ------ |  |
|          | PCF          | François Billoux        | 113 448   | 40,39     | 4      |  |
|          | MRP          | Germaine Poinso-Chapuis | 53 861    | 19,17     | 2      |  |
|          | SFIO         | Gaston Defferre         | 49 422    | 17,60     | 2      |  |
|          | PRL-Gaull.   | Henry Bergasse          | 43 155    | 15,36     | 1      |  |
|          | RRD (Résis.) | Louis Blanc             | 3 115     | 1,11      | -      |  |
|          | PCI          | Albert Demazière        | 2 495     | 0,89      | -      |  |
|          |              |                         |           |           |        |  |
| Inscrits | Inscrits     | Inscrits                | 370 847   | 100,00    | 9      |  |
| Votants  | Votants      | Votants                 | 286 520   | 77,26     |        |  |
| Exprimés | Exprimés     | Exprimés                | 280 901   | 98,04     |        |  |

### Deuxième circonscription (Aix-Arles)
| Parti    | Parti      | Tête de liste    | Résultats | Résultats | Sièges |  |
| Parti    | Parti      | Tête de liste    | Voix      | %         |        |  |
| -------- | ---------- | ---------------- | --------- | --------- | ------ |  |
|          | PCF        | Adrien Mouton    | 44 207    | 35,97     | 2 1    |  |
|          | SFIO       | Félix Gouin      | 37 998    | 30,92     | 1 1    |  |
|          | MRP        | Gabriel Valay    | 28 060    | 22,83     | 1      |  |
|          | RGR-Gaull. | Jacques Saillard | 8 941     | 7,27      | -      |  |
|          | UPR-Gaull. | Henri Darmon     | 3 705     | 3,01      | -      |  |
|          |            |                  |           |           |        |  |
| Inscrits | Inscrits   | Inscrits         | 164 032   | 100,00    | 4      |  |
| Votants  | Votants    | Votants          | 125 755   | 76,67     |        |  |
| Exprimés | Exprimés   | Exprimés         | 122 911   | 97,74     |        |  |